# Daniel Cerri
Francisco José Daniel Cerri fue un militar italiano que luchó en la guerra entre la Confederación Argentina y el Estado de Buenos Aires, en las expediciones militares previas a la Conquista del Desierto contra los pueblos originarios y en la Guerra de la Triple Alianza.

## Biografía
Daniel Cerri nació en Bérgamo, Lombardía, Italia, el 20 de septiembre de 1841 a las 14:00 y fue bautizado el día 22 de septiembre en la iglesia parroquial de San Alejandro de la Cruz de Bérgamo, por el párroco Juan Brignoli. Sus padres fueron María Zanelli y Gaetano Cerri, ambos domiciliados en el barrio Mercado Bobino y casados en Bormio en el año 1834.
De joven perdió un ojo en una excursión en las cercanas montañas de Bérgamo. Tiempo después, en mayo de 1858, escapó de su hogar por cuestiones familiares y se embarcó rumbo a la ciudad de Buenos Aires, donde arribó el 26 de agosto de ese año.
Se enroló en la Legión Militar bajo el nombre Pietro Fascio, soldado que había desertado, con lo que el sargento de reclutamiento evitó informar el caso a la superioridad.
Siempre se mantuvo en las proximidades del puerto, y en una oportunidad al entrar a comer a un fondín se encontró con algunos soldados que hablaban su mismo idioma, los mismos formaban parte de la Legión Militar Italiana, que tenía como destino una población cercana a Bahía Blanca. En esas circunstancias, Daniel Cerri fue al centro de reclutamiento de la Legión Italiana y se enroló como legionario, pero el sargento de enrolamiento en lugar de anotarlo con su verdadero nombre lo anotó como soldado Pietro Fascio, que había desertado y como el sargento no deseaba informar ese caso a la superioridad cubrió el faltante. Con 17 años recién cumplidos, junto a varios camaradas se dirigió a Bahía Blanca y en octubre de 1858, desembarcó del bergantín Río Bamba en el viejo muelle del arroyo Napostá, donde fue recibido por el jefe del batallón, coronel Antonio Susini.
Allí participó en mayo de 1859 de la defensa de Bahía Blanca, atacada por más de 2500 mapuches dirigidos por el cacique Calfucurá.
Asegurada la frontera sur y reiniciada la guerra entre el Estado de Buenos Aires y la Confederación Argentina (todas las provincias), el Gobierno de Buenos Aires dispuso el regreso de la Legión Militar para combatir al ejército argentino, al mando de Justo José de Urquiza.
Cerri participó en 1861 en la Batalla de Pavón, y finalizado el conflicto se incorporó en Azul (provincia de Buenos Aires) a la Legión de Voluntarios de la Libertad y más tarde al famoso batallón 3 de Línea.
Iniciada la Guerra de la Triple Alianza contra el Paraguay participó de la recuperación de la ciudad de Corrientes en 1865. Por su actuación fue promovido al grado de subteniente siendo recién entonces registrado por su verdadero nombre.
Luchó en muchas de las acciones de esa guerra, destacando especialmente en la Batalla de Curupayty del 22 de septiembre de 1866. En 1869 fue promovido al rango de sargento mayor.
Finalizada la guerra, regresó a Bahía Blanca con el grado de teniente coronel y fue el único de los legionarios que llegó al grado de general.
Su vida militar transcurrió más tarde por diversos escenarios de la geografía nacional. En 1875 fue nombrado comandante de la guarnición Bahía Blanca. En 1876 levantó un fortín en el vado conocido como «Paso de los Cuatreros», en las cercanías del río Sauce Chico, integrando la línea de avanzada de fronteras de 1877. Durante la campaña de Río Negro del general Julio Argentino Roca, Cerri se desempeñó como jefe del detall [sic] general.
En 1880 participó en la fundación del Club Militar, antecesora del Círculo Militar, y en 1881 se convirtió en el prosecretario de la primera Comisión Directiva presidida por el coronel mayor Nicolás Levalle. 
Cerri fue inspector de telégrafos militares y el primer subprefecto de Bahía Blanca, socio fundador de la Biblioteca Rivadavia, encargado de redactar y leer el discurso en ocasión de la llegada del ferrocarril (1884) y de hablar cuando se colocó la piedra fundacional del Hospital Municipal.
Por decreto del Ministerio del Interior de la Nación del 31 de enero de 1900, por la ley 3906, ya revistando como general de brigada, Cerri fue nombrado primer gobernador del Territorio Nacional de los Andes (que existió hasta 1943 en la Puna de Atacama, en el noroeste del país). Su secretario fue el doctor Arturo Dávalos.
Cerri fue también inspector de telégrafos militares y primer subprefecto de Bahía Blanca y socio fundador de la Biblioteca Rivadavia Fue autor de, entre otras obras, las novelas La mano negra de mi padrino (recuerdos de la niñez) y Mercedes, y los ensayos El Territorio de los Andes (República Argentina): reseña geográfica descriptiva por su primer gobernador y Campaña del Paraguay.
En 1903, se retiró del servicio activo a los 62 años de edad, y se dedicó a la vida de familia —con su esposa Amalia Aguilar, con quien tuvo cinco hijos— y la comunidad, hasta que quedó postrado debido a una enfermedad.[¿cuál?] Murió a los 72 años el 4 de marzo de 1914 en la Capital Federal, rodeado de la máxima consideración general.

## Carrera militar
- Soldado voluntario: 26 de agosto de 1858
- Cabo 2.º: 8 de mayo de 1859
- Cabo 1.º: 17 de octubre de 1859
- Distinguido: 2 de enero de 1863
- Subteniente: 28 de septiembre de 1863
- Teniente 2.º: 27 de diciembre de 1865
- Teniente 1.º:4 de octubre de 1866
- Ayudante mayor 1.º: 12 de agosto de 1867
- Capitán: 10 de julio de 1868
- Sargento mayor graduado: 13 de enero de 1870
- Sargento mayor efectivo: 16 de octubre de 1871
- Teniente coronel graduado: 20 de abril de 1875
- Teniente coronel efectivo: 25 de julio de 1879
- Coronel: 21 de agosto de 1886
- General de brigada: 27 de julio de 1890[4]

## Medallas y condecoraciones
- Medalla de plata por la toma de Corrientes.
- Medalla de plata de la República del Uruguay, por la batalla de Yatay.
- Medalla de plata del Gobierno de Brasil, por la toma de Uruguayana.
- Cordones de plata (24 de mayo de 1865).
- Escudo de plata por el asalto de Curupaytí.
- Medalla de oro por la expedición a Río Negro
- Medalla por la campaña al Paraguay.
- Medalla de oro por la culminación de la campaña al Paraguay
- Galería de Imágenes

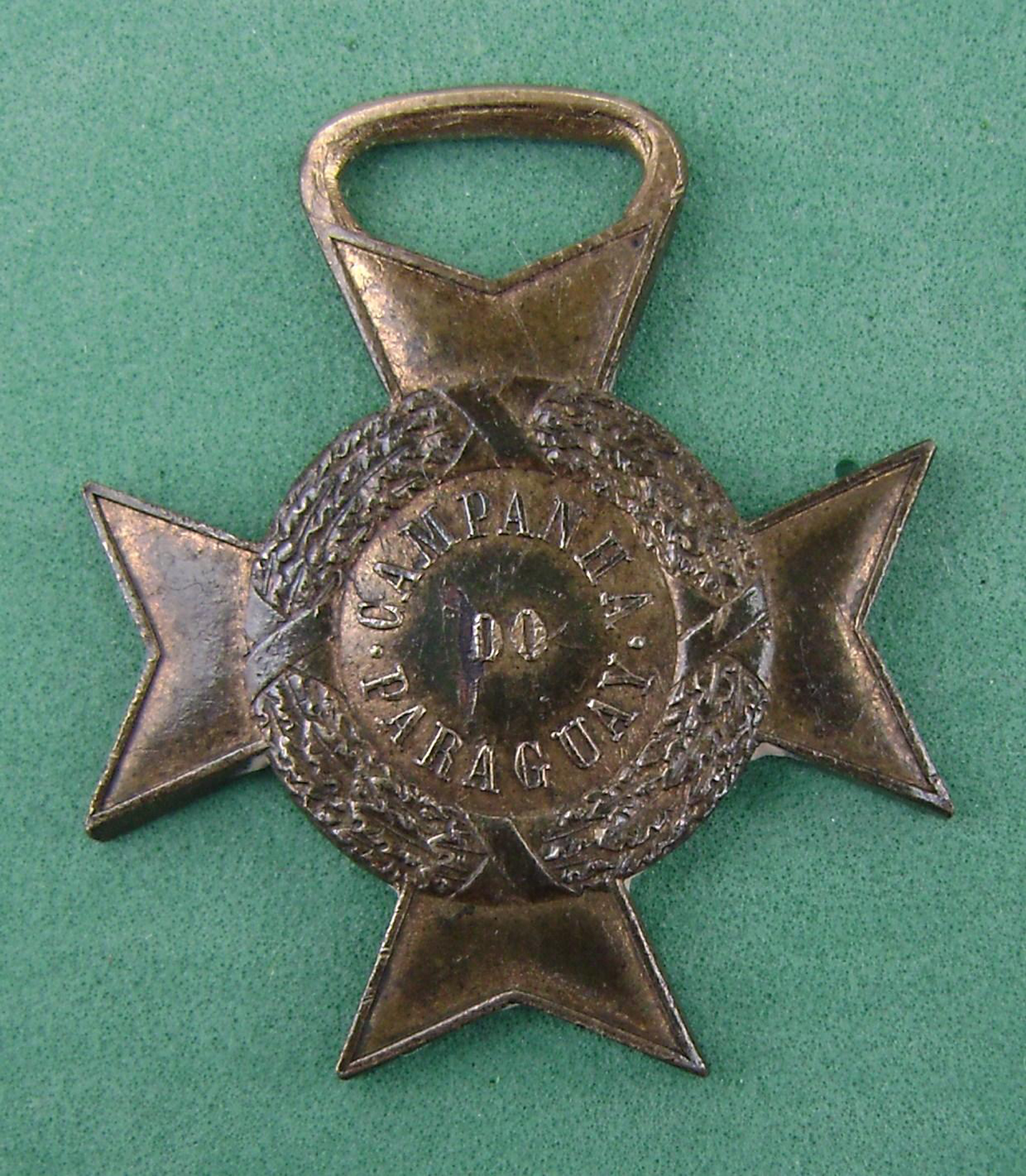
Medalla entregada al Gral. Daniel Cerri por la campaña al Paraguay (frente).
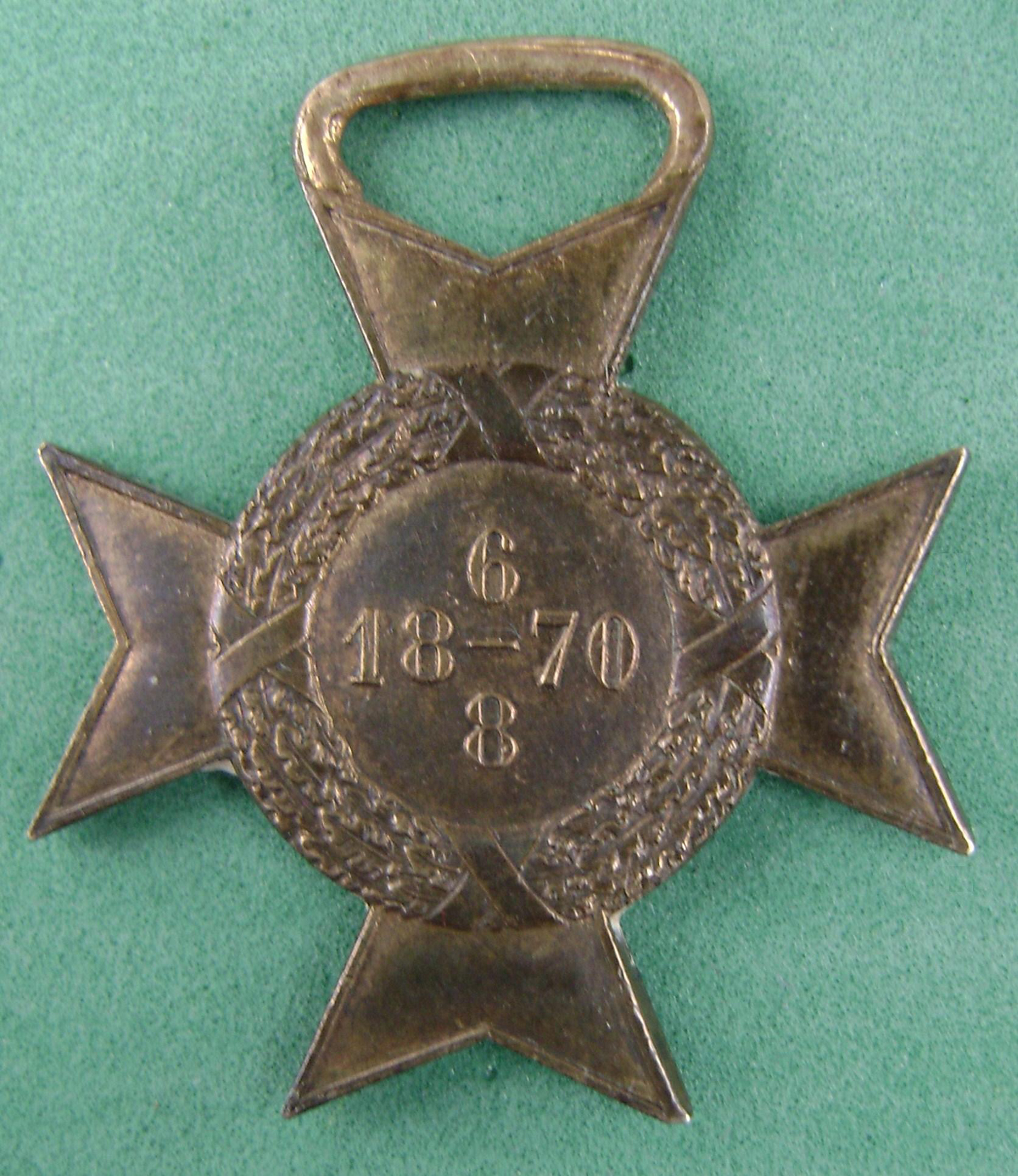
Medalla entregada al Gral. Daniel Cerri por la campaña al Paraguay (posterior).
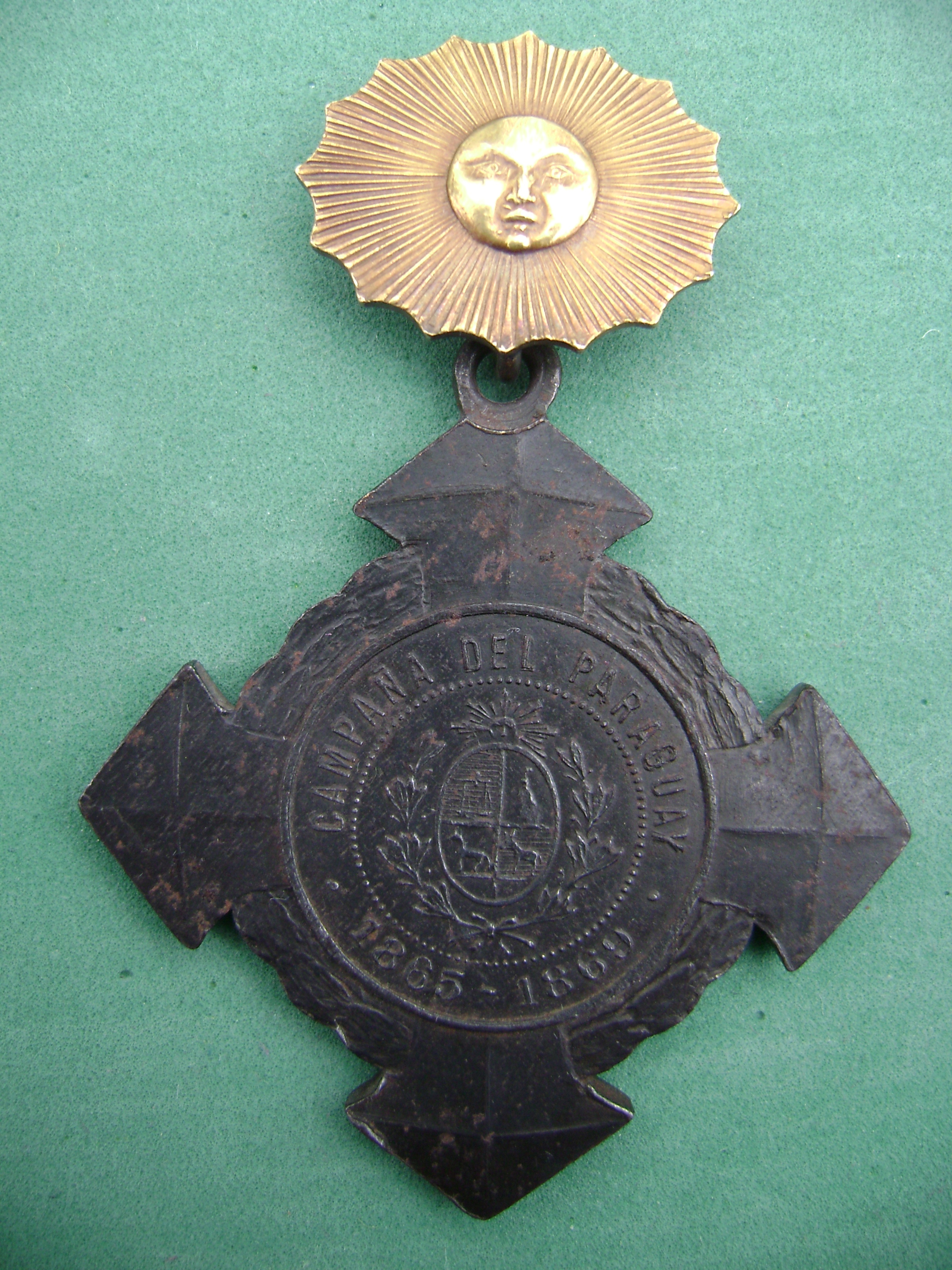
Medalla entregada por el gobierno de Uruguay por la campaña al Paraguay (frente).
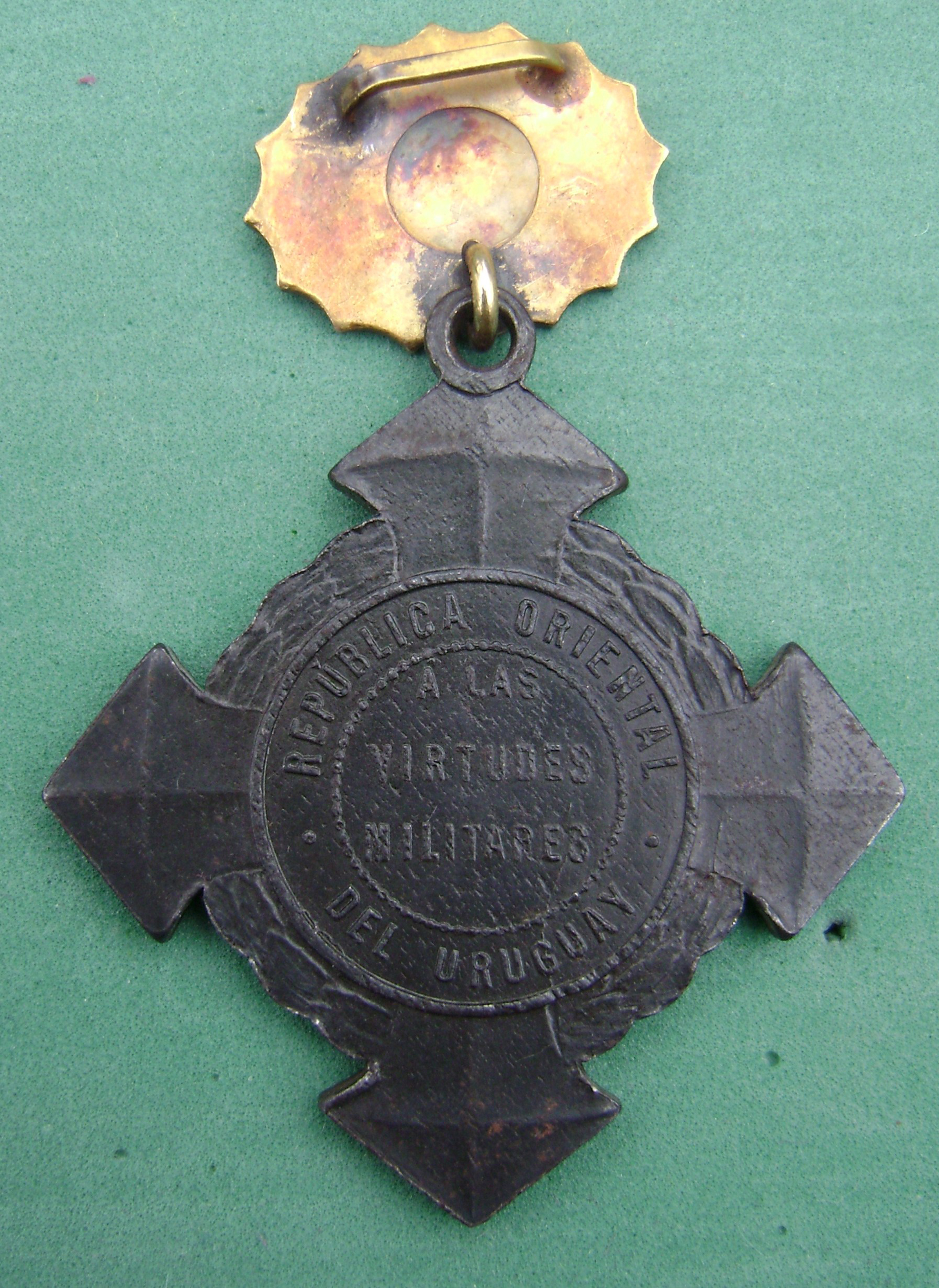
Medalla entregada por el gobierno de Uruguay por la campaña al Paraguay (Posterior).
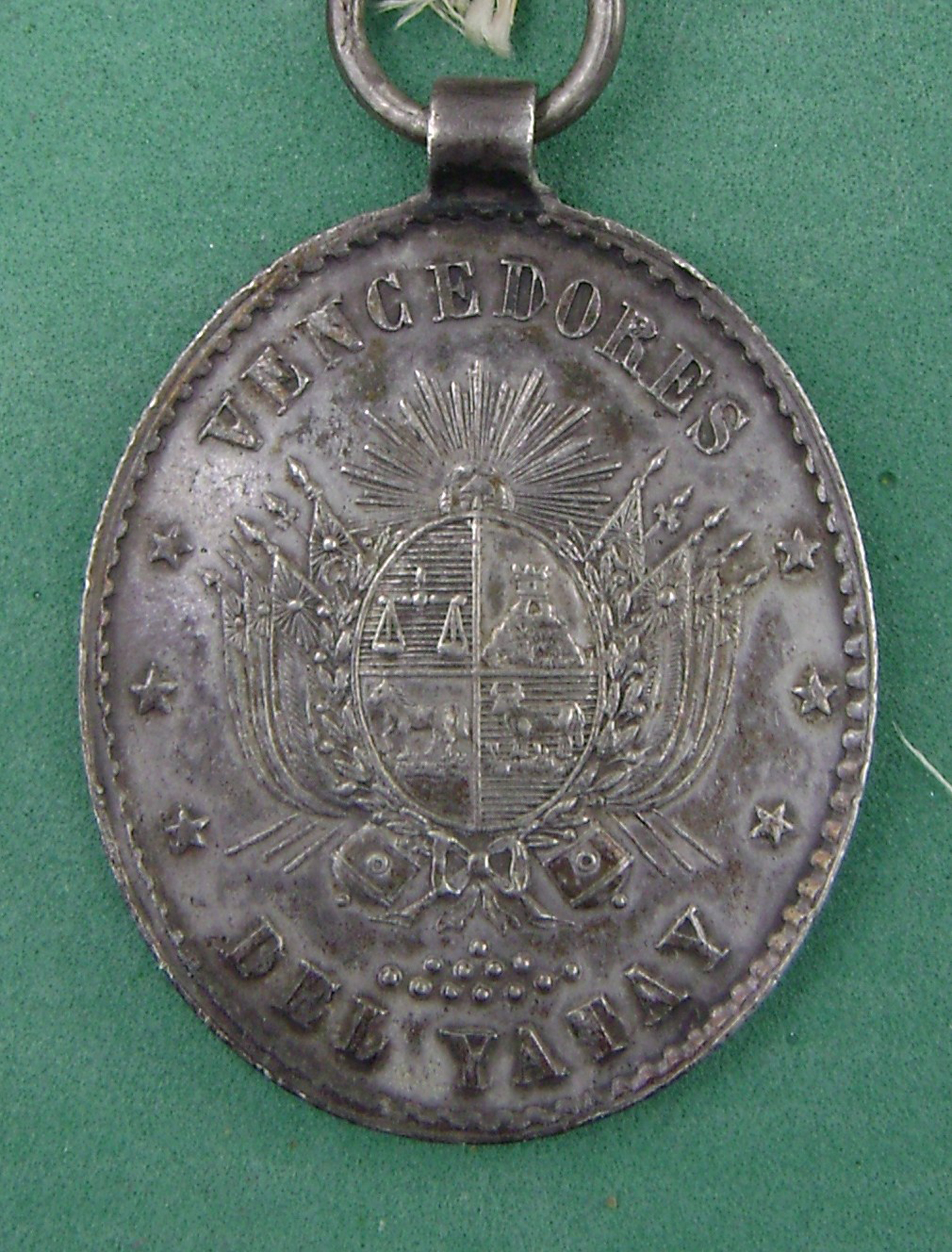
Medalla entregada a los vencedores en la Batalla de Yatay (frente).
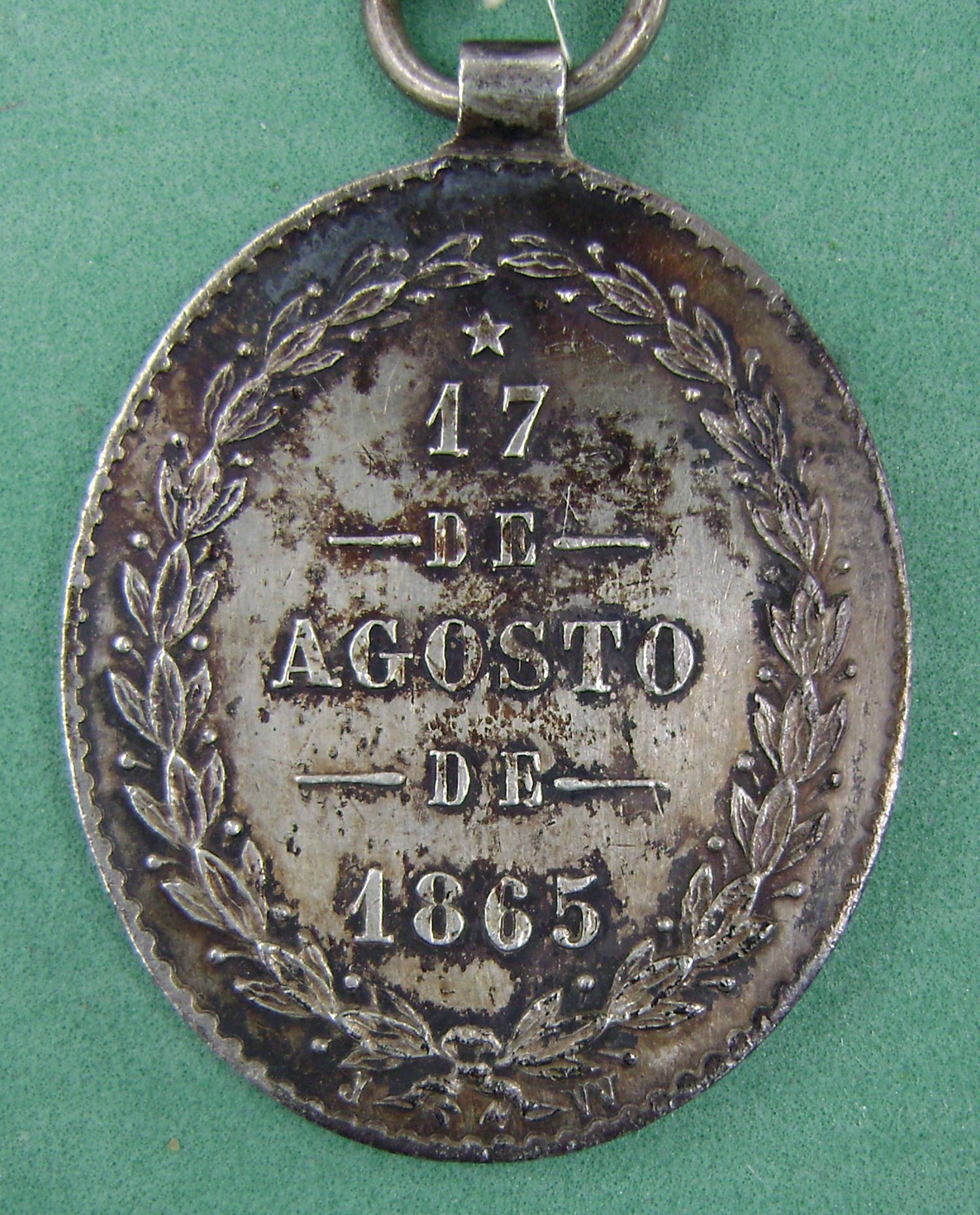
Medalla entregada a los vencedores en la Batalla de Yatay (posterior).
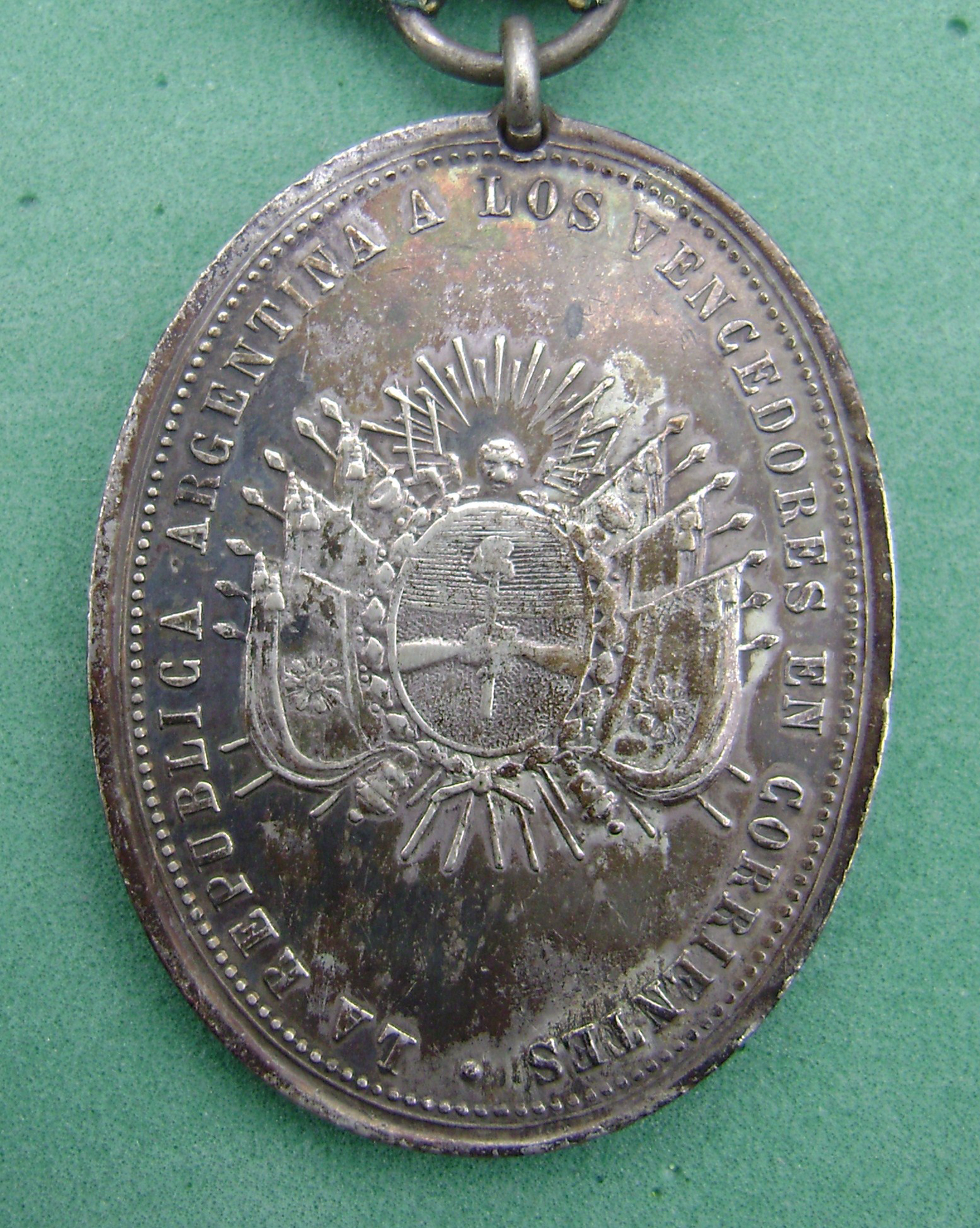
Medalla entregada a los vencedores en la batalla de Corrientes (frente).
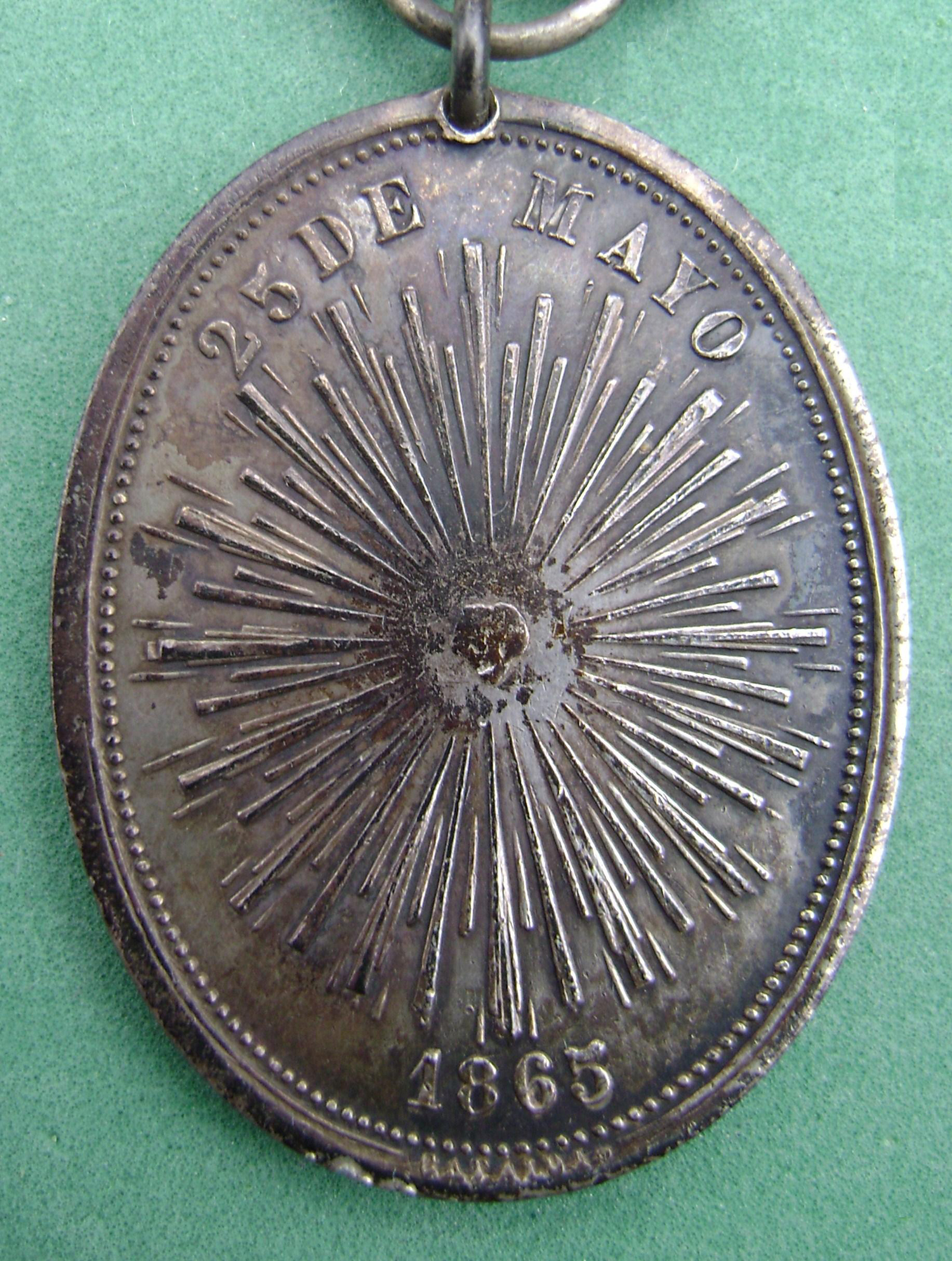
Medalla entregada a los vencedores en la batalla de Corrientes (posterior).
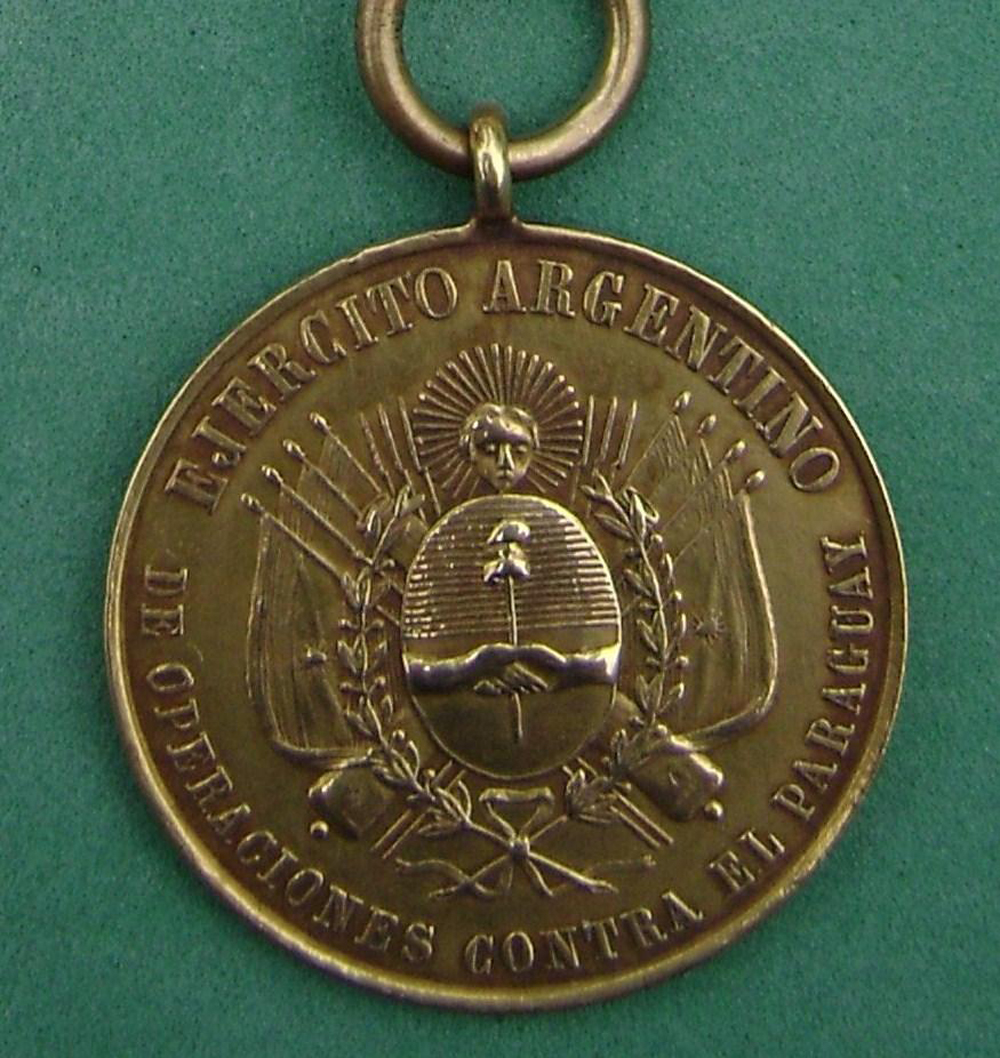
Medalla entregada por el Ejército Argentino al general Cerri por su participación en la guerra con el Paraguay (frente).
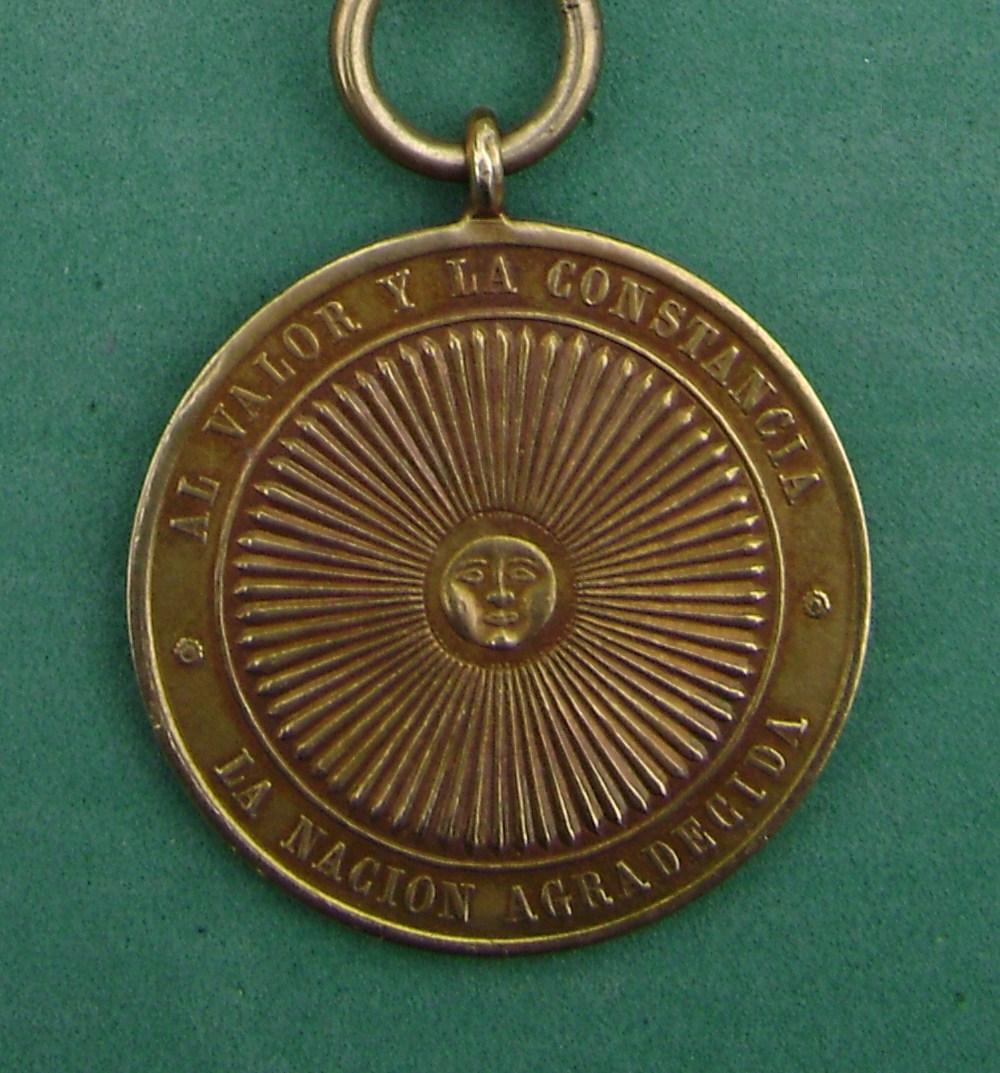
Medalla entregada por el Ejército Argentino al general Cerri por su participación en la guerra con el Paraguay (posterior).
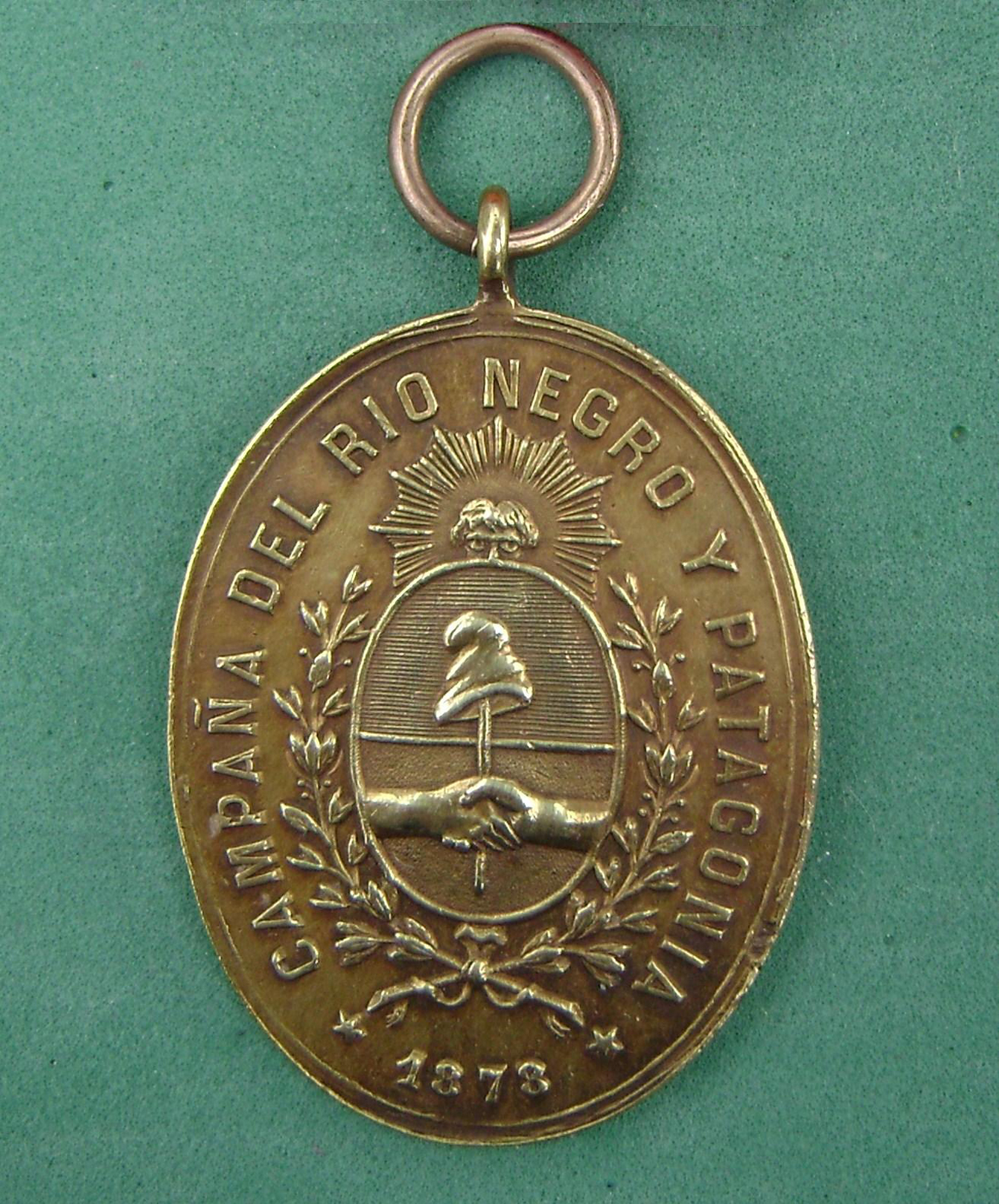
Medalla entregada por la Nación Argentina al Ejército del Sud por la Campaña al Río Negro (frente).
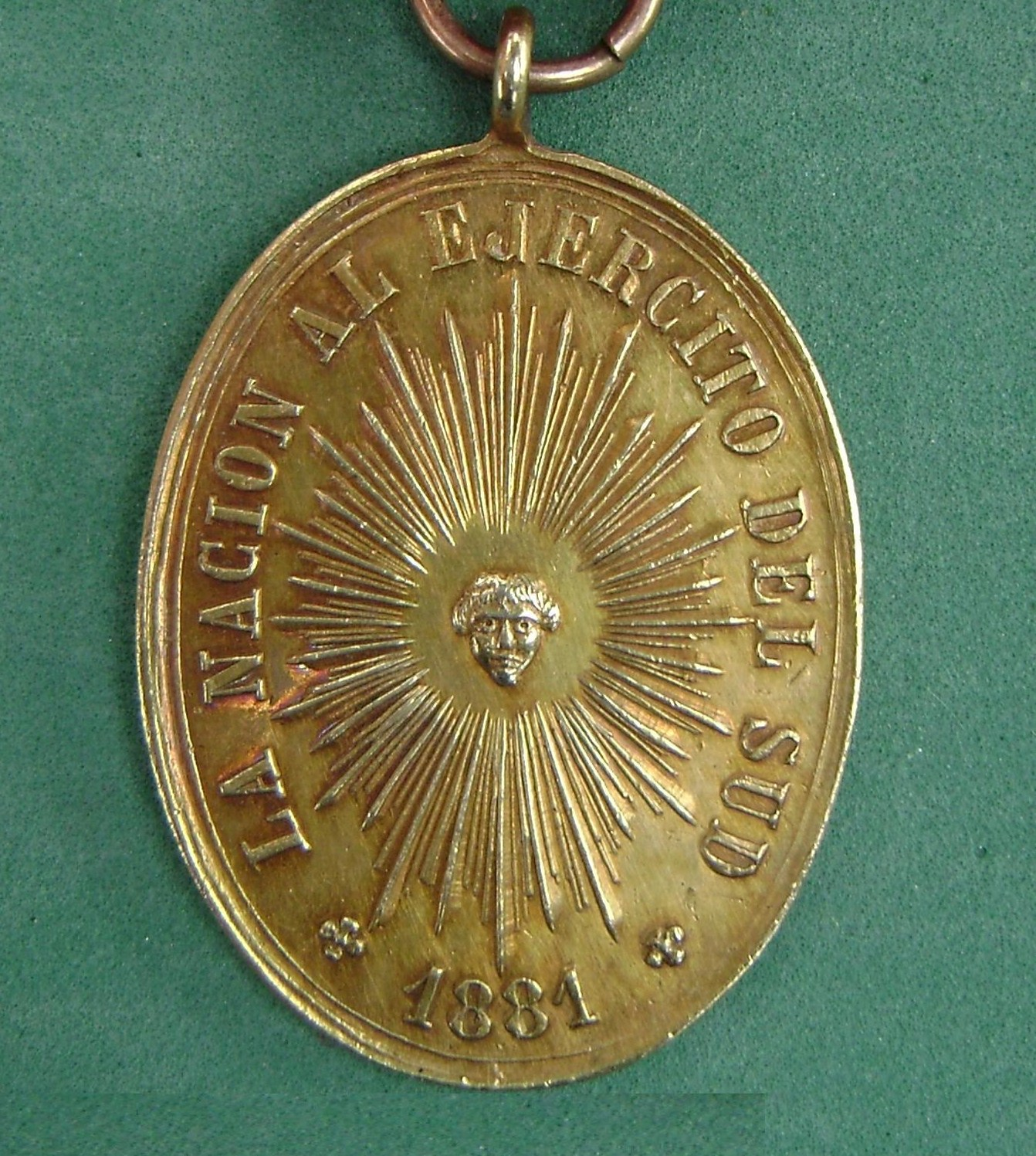
Medalla entregada por la Nación Argentina al Ejército del Sud por la Campaña al Río Negro (posterior).

## En la cultura popular
Una ciudad de la provincia de Buenos Aires, donde levantara el fortín del Paso de los Cuatreros, lleva en su honor el nombre General Daniel Cerri.